# کالج هیلزدیل

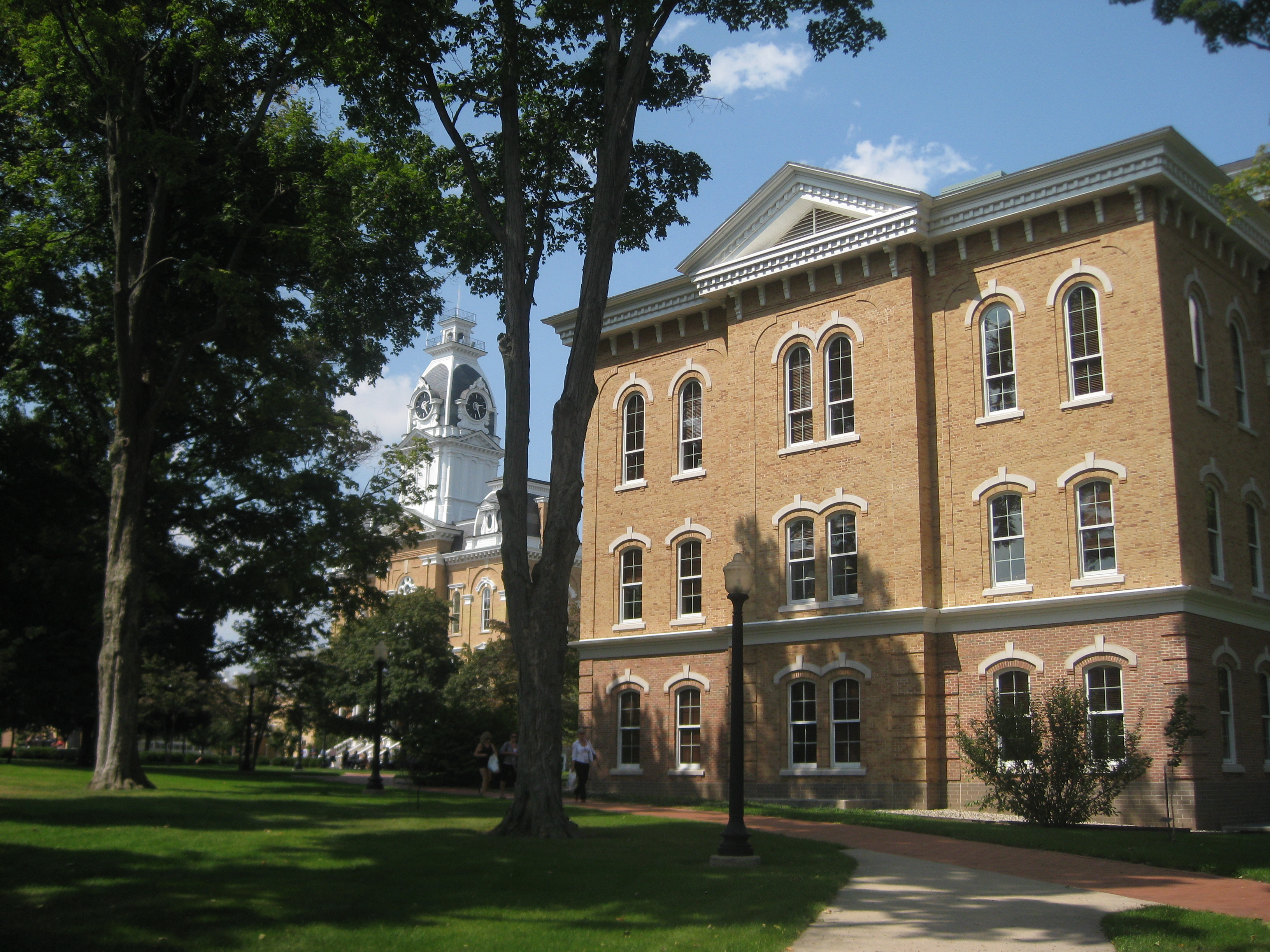

کالج هیلزدیل یک کالج خصوصی محافظه کار مسیحی هنرهای لیبرال در هیلزدیل، میشیگان است. این مؤسسه در سال ۱۸۴۴ توسط طرفدارانی که به عنوان باپتیست‌های اراده آزاد شناخته می‌شوند، تأسیس شد. برنامه درسی هنرهای لیبرال آن بر اساس فرهنگ غربی به عنوان محصول فرهنگ یونانی-رومی و سنت مسیحی است. برنامه درسی اصلی مورد نیاز دارای دوره‌هایی در مورد کتاب‌های بزرگ، قانون اساسی ایالات متحده، زیست‌شناسی، شیمی و فیزیک است.
از اواخر قرن بیستم، به منظور انصراف از الزامات ضد تبعیض دولت ایالات متحده، هیلزدیل در میان تعداد کمی از کالج‌های ایالات متحده بوده‌است که حمایت مالی دولت را رد کرده‌است. به همین دلیل هیلزدیل به‌طور کامل به کمک‌های مالی خصوصی برای تکمیل شهریه دانش آموزان وابسته است.